# Władysław Łapiński
Władysław Łapiński (ur. 1898 lub 1899 w gminie Borów powiatu iłuksztańskiego) – działacz mniejszości polskiej na Łotwie, wiceprezes Związku Polaków w Łotwie, w latach 1931–1934 poseł na Sejm. 

## Biografia
Urodził się w zubożałej rodzinie ziemiańskiej w Semigalii. Po uzyskaniu matury w szkole średniej pracował jako nauczyciel. W wolnej Łotwie pełnił również obowiązki prezesa filii Związku Polaków w gminie borowskiej (wcześniej: prezes zarządu) oraz wiceprezesa Związku Polaków w Łotwie. Sprawował funkcję prezesa Towarzystwa Rolników Polskich zrzeszającego ponad 300 członków. W latach 1925 i 1928 kandydował w wyborach parlamentarnych z listy Centralnego Komitetu Wyborczego Związku Polaków w Łotwie. W 1931 został wybrany jednym z dwóch polskich posłów do Sejmu Republiki Łotewskiej – zastąpił w tej roli Jarosława Wilpiszewskiego. Mandat sprawował do rozwiązania parlamentu przez prezydenta Ulmanisa w 1934.